# Ketubruni
Ketubruni är en ås i republiken Island. Den ligger i regionen Norðurland vestra, 220 km norr om huvudstaden Reykjavík.